# Декејтур (Мичиген)
Декејтур (енгл. Decatur) град је у америчкој савезној држави Мичиген.

## Демографија
По попису из 2010. године број становника је 1.819, што је 19 (-1,0%) становника мање него 2000. године.
| Група             | 2000.         | 2010.         |
| Белци             | 1.581 (86,0%) | 1.524 (83,8%) |
| Афроамериканци    | 107 (5,8%)    | 49 (2,7%)     |
| Азијати           | 5 (0,3%)      | 6 (0,3%)      |
| Хиспаноамериканци | 75 (4,1%)     | 171 (9,4%)    |
| Укупно            | 1.838         | 1.819         |